# 躰中洋蔵
躰中 洋蔵（たいなか ようぞう、1973年8月26日 - ）は日本の映画監督または助監督。京都府出身。本名は躰中洋藏(たいなか ようぞう)。

## 経歴
近畿大学文芸学部卒業のち松竹映画塾ディレクターコースに入学。1994年松竹映画塾卒業して松竹京都撮影所に入社。1995年に上京し、フリー助監督になる。以後、女池充監督、上野俊哉監督、鎌田義孝監督、田尻裕司監督、藤原健一監督、サトウトシキ監督、篠原哲雄監督などに師事し、ピンク映画から、2時間ドラマ、Vシネマ、一般劇場作品など幅広い作品で助監督を務める。Vシネマ「ダンプガール理央」にて、脚本デビュー。ホラードキュメンタリー映画である「THE 衝撃映像」にて監督デビュー。

## 監督・脚本・助監督作品
- 名前のない女たち (2010年、監督佐藤寿保)  - 助監督
- ダンプガール☆理央 (2011年、監督藤原健一)  - 助監督
- 艶剣客2 くノ一色洗脳 (2011年、監督藤原健一)  - 助監督
- Jukujoトラッカー (2012年)  - 監督/脚本
- ダンプガール優子 (2012年)  - 監督/脚本
- THE 衝撃映像シリーズ (アムモ98、現在1〜5まで販売＆レンタル中)
- グラッフリーター 刀牙(トキ) (2012年、監督藤原健一)  - 助監督
- ピンク・レディ 女はそれを我慢できないッ (2012年、監督上野貴弘)  - 助監督
- 閲覧禁止シリーズ (アムモ98、現在1〜7まで販売＆レンタル中)  - 監督
- ネオン蝶 (2013年、監督サトウトシキ)  - 助監督
- ネオン蝶　第二幕 (2013年、監督サトウトシキ)  - 助監督
- 怖っ!最凶動画 (アムモ98)
- 麻雀アイドル女王決定戦シリーズ (アムモ98、現在第2回まで販売＆レンタル中)
- 女子プロVSアイドル雀士 (アムモ98、現在第1回まで販売&レンタル中)
- ガチ打ち!脱衣麻雀女王決定戦シリーズ (アムモ98)
- 本当にあった怨霊・恐怖動画17、18、20、21、22 (ISフィールド)
- 可愛い悪魔 (2016年、監督佐藤寿保)  - 助監督
- ブラコン!僕と妹のノゾミ (2017年)  - 監督
- BB Shadowy (ミュージックPV）
- Sea Opening／シー・オープニング (2017年、監督堀内博志)  - 助監督
- single mom 優しい家族。 a sweet family (2018年、監督松本和巳)  - 助監督
- オープン・マリッジ　新しい夫婦生活 (2019年、監督石川二郎)  - 助監督
- エリカ38 (2019年、監督日比遊一)  - 助監督
- 白と黒の同窓会 (2019年)  - 監督